# Frank de la Paz Perdomo
Frank de la Paz Perdomo (ur. 24 maja 1973 w Villa Clarze) – kubański szachista, arcymistrz od 2004 roku.

## Kariera szachowa
W 1993 r. zadebiutował w finale indywidualnych mistrzostw Kuby. W 1998 r. reprezentował barwy swojego kraju na rozegranej w Eliście szachowej olimpiadzie. W tym samym roku podzielił I m. (wspólnie z Leinierem Dominguezem i Luisem Sieiro Gonzalezem) w turnieju Masters I memoriału Jose Raula Capablanki w Hawanie.
Sukcesy w kolejnych latach:
- III m. w Las Tunas (2001, mistrzostwa Kuby),
- dz. I m. w Madrycie (2001, wspólnie z Irisberto Herrerą i Radkiem Kalodem),
- I m. w La Pobla de Lillet (2003),
- I m. w Santa Clarze (2004, turniej Premier B memoriału Guillermo García Gonzáleza),
- dz. I m. w Barberà del Vallès (2004, wspólnie z Ewgenijem Janewem i Yuri Gonzalezem Vidalem),
- dz. II m. w Sitges (2005, za Olegiem Korniejewem, wspólnie z m.in. Javierem Camposem Moreno, Wiktorem Moskalenko i George-Gabrielem Grigore),
- dz. II m. w Meridzie (2007, turniej otwarty memoriału Carlosa Torre Repetto, za Axelem Bachmannem, wspólnie z Gilberto Hernandezem, Alonso Zapatą, Holdenem Hernandezem i Lazaro Bruzonem),
- dz. II m. w Aguascalientes (2008, za Nikoła Mitkowem, wspólnie z Lazro Bruzonem, Rafaelem Espinosa Floresem(inne języki), Yuniesky Quezada Perezem i Alonso Zapatą).

Najwyższy ranking w dotychczasowej karierze osiągnął 1 stycznia 1999 r., z wynikiem 2495 punktów zajmował wówczas 5. miejsce wśród kubańskich szachistów.